# Bajadera (operetka)
Bajadera (Die Bajadere) – operetka
- Libretto: Julius Brammer i Alfred Grünwald
- Muzyka: Imre Kálmán
- Scenografia:

Prapremiera: Wiedeń 23 grudnia 1921 roku
Premiera polska: Warszawa 28 października 1922 roku

## Osoby
- Odetta Darimonde – primadonna teatru Châtelet
- Radżami – książę Lahory
- Księżna – matka księcia Radżami
- Pimprinette – dyrektor teatru
- Marietta La Tourette
- Ludwik-Filip La Tourette, jej mąż – fabrykant czekolady
- Napoleon Saint Cloche
- Daga – dama dworu Księżnej
- Dewa Singh – adiutant księcia
- Johnny – barman
- goście, publiczność teatru, służba[1]

## Streszczenie
Książę Radżami zakochuje się w Odetcie Darimonde, primadonnie paryskiego teatru Châtelet. Odetta wprawdzie w pierwszej chwili odrzuca i róże, i zaproszenie księcia na kolację, jednakże również jest pod jego urokiem. Sytuację komplikuje przybycie z Indii, z Lahory, matki księcia, która jeszcze tego samego wieczoru chce zabrać syna do domu. Powodem jest racja stanu. Książę, który dobiega właśnie trzydziestki, musi objąć panowanie i ożenić się z sześcioma dziewicami wybranymi przez Księżną. Po serii miłosnych perypetii następuje klasyczny operetkowy finał, książę Radżami na godzinę przed odjazdem do Lahory dowiaduje się, że Odetta również go kocha, zabiera ją ze sobą do swojej ojczyzny.
Najsłynniejsza aria z tej operetki to śpiewana przez księcia: O Bajadero!, będąca w repertuarze wielu operetkowych tenorów.